# Taleporia tessellea
Taleporia tessellea är en fjärilsart som beskrevs av Adrian Hardy Haworth 1828. Taleporia tessellea ingår i släktet Taleporia och familjen säckspinnare. Inga underarter finns listade i Catalogue of Life.